# Megarthrus selenitus
Espèce
Megarthrus selenitus est une espèce de coléoptères de la famille des Staphylinidae et de la sous-famille des Proteininae.

## Répartition et habitat
Cette espèce est décrite d'Ouganda.